# Mariae Heimsuchung (Birstein)

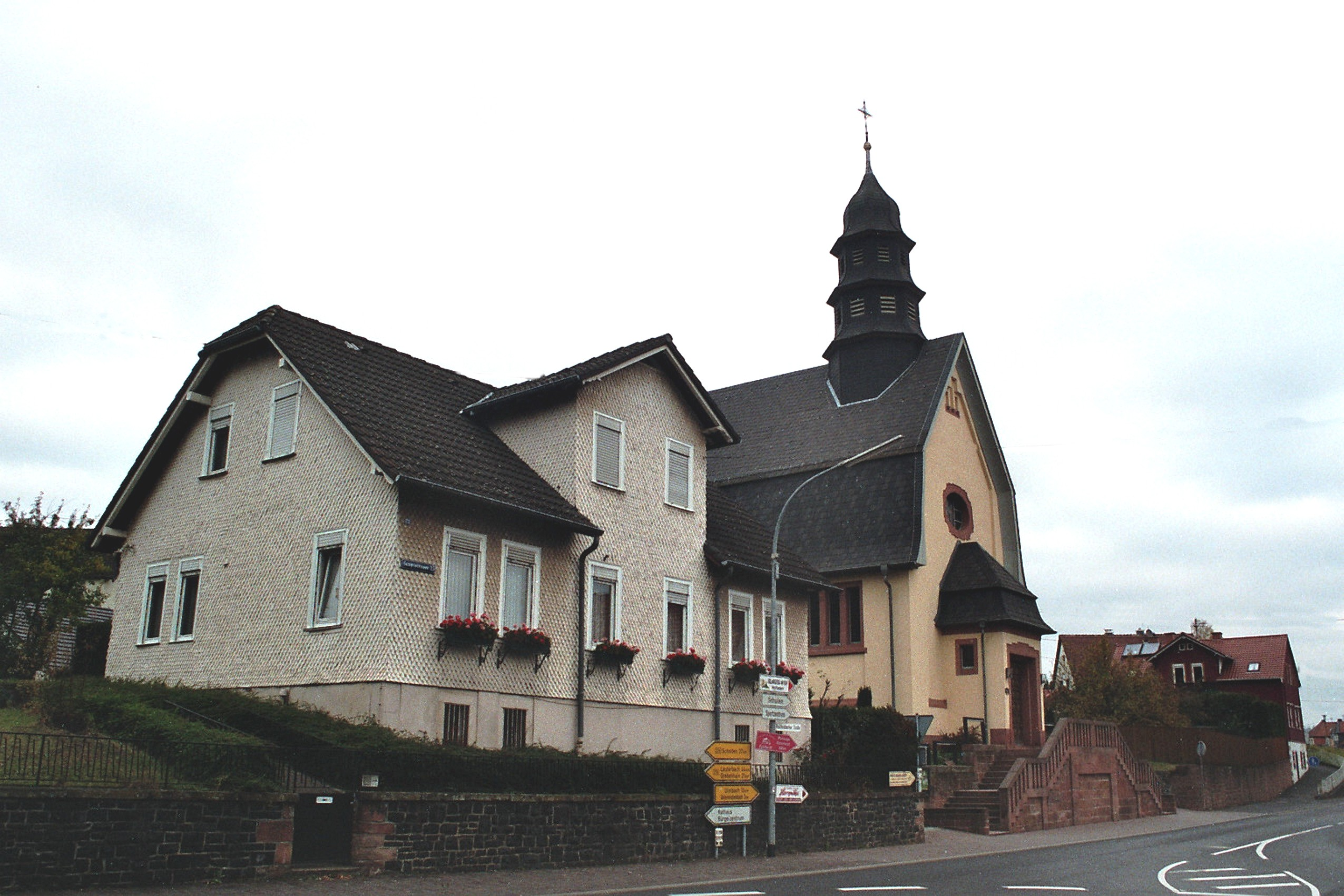
Mariae Heimsuchung (Birstein)

Die römisch-katholische, denkmalgeschützte Pfarrkirche Mariae Heimsuchung steht in Birstein, einer Gemeinde im Main-Kinzig-Kreis in Hessen. Die Quasipfarrei gehört zum Bistum Fulda.

## Beschreibung
Die 1840–1842 gebaute Kapelle wurde 1912–14 nach Plänen von Carl Marschall zu einer Kreuzkirche in neobarocken Formen des Jugendstils umgebaut. Zwischen dem Kirchenschiff und dem eingezogenen, dreiseitig abgeschlossenen Chor im Westen befindet sich das Querschiff, das mit einem Mansardwalmdach bedeckt ist. Aus dem schiefergedeckten Mansarddach des Kirchenschiffs erhebt sich im Osten ein achteckiger, dreistöckiger Dachreiter, auf dem eine glockenförmige Haube sitzt. Dem Giebel zur Straße ist ein kleiner, mit einem Mansardwalmdach bedeckter Anbau vorgesetzt, dessen Portal über eine zweiläufige Freitreppe erreicht wird. 
Der Innenraum ist mit einem Tonnengewölbe überspannt. Die Arkaden, mit denen die Querarme abgeteilt sind, rahmen die Vierung ein. Vor den Arkaden zum nördlichen Querarm steht die Kanzel. Im südlichen Querarm befindet sich die Patronatsloge derer von Isenburg, deren Schloss sich in Birstein befindet. Darüber befindet sich die Empore für die Orgel mit 15 Registern, 2 Manualen und Pedal, die 1999 Elmar Krawinkel baute.